# Urzigurumash
 (juin 2019).
Si vous disposez d'ouvrages ou d'articles de référence ou si vous connaissez des sites web de qualité traitant du thème abordé ici, merci de compléter l'article en donnant les références utiles à sa vérifiabilité et en les liant à la section « Notes et références ».
Urzigurumash était un roi de Babylone de la dynastie kassite. Il fut précédé par Kashtiliash II et Harbašihu lui succéda.